# Exechiopsis mycenae
Exechiopsis mycenae är en tvåvingeart som beskrevs av Mitsuhiro Sasakawa och Kunihiro Ishizaki 1999. Exechiopsis mycenae ingår i släktet Exechiopsis och familjen svampmyggor. Inga underarter finns listade i Catalogue of Life.